# 용인 문수산 마애보살상
용인 문수산 마애보살상(龍仁 文殊山 磨崖菩薩像)은 대한민국 경기도 용인시 처인구 원삼면 문촌리에 있는 마애보살 입상이다. 지금은 없어진 절터에서 50여 미터 떨어진 바위에 새겨져 있다. 신체에 비해 얼굴이 크고 손과 발이 단순하게 표현된 점등을 볼 때 고려 초기의 작품으로 여겨진다. 보살은 서로 대칭이 되도록 2구가 양각으로 새겨져 있다. 이처럼 부처가 없이 보살 둘 만 대칭으로 있는 것은 드문 경우로 가운데에 부처를 따로 놓았을 수도 있지만 지금은 확인할 수 없다. 새김 기법은 돋을 새김을 한 부조(浮彫)와 선을 파 내려간 선각이 혼용되어 있다.

## 배경
암반 위에 부처를 새기면 마애불(磨崖佛) 또는 마애여래(磨崖如來)라 하고, 보살을 새기면 마애보살(磨崖菩薩像)이라고 한다. 마애여래와 마애보살은 불교의 발상지인 인도를 비롯하여 중국, 한국, 일본 등지에서 폭넓게 발견된다. 한국의 경우는 7세기 무렵 백제에서 시작되어 삼국에 퍼진 뒤 오늘날까지 이어지고 있다. 마애보살 또는 마애불은 민간 신앙과 관련이 깊다. 한국의 마애불은 놓인 위치에 따라 인가와 떨어진 은말한 곳에 놓인 것, 사람들이 주로 왕래하던 길목에 세워진 것, 그리고 산마루에서 마을을 굽어보는 형태로 새겨진 것으로 나뉠 수 있는데, 이들은 각기 놓여진 곳에 따른 민간 신앙적 의미가 담겨 있다. 이 가운데 산 속에 사방이 가려진 은밀한 곳에 세워진 마애여래나 마애보살은 한국 고유의 바위신앙과 밀접한 관련이 있다.
신라 하대에서 고려 초기 사이 충청도와 경기도 지역에 마애불이 크게 늘었다. 이는 각지에서 호족들이 할거하여 독자적 세력을 구축한 것과 불교가 대중화된 사실과 깊은 관련이 있다. 마애불은 신라 하대에 전국으로 확산되었으며 고려 시대에 이르러서는 기존의 입석 신앙과 결합하였다.

## 종교적 의미
보살상은 대승불교를 특징하는 상징물이다. 보살은 깨달음을 얻었으나 부처가 되길 마다하고 중생을 제도하기 위해 애쓰는 존재이다. 이는 대승불교의 구도 목표인 상구보리 하화중생(上求菩提 下化衆生)과 깊은 관련이 있다. 이 때문에 대승 불교가 널리 신봉되는 지역에서는 부처와 함께 보살에 대한 신앙이 전파되었고 다양한 보살상이 제작되었다. 한국에서 널리 받들어지는 보살로는 관자재보살, 문수보살, 보현보살 등이 있다.

## 특징
문수산 마애보살은 2구가 대칭을 이루어 세워져 있는데 약 2.7 m의 크기로 오른쪽 보살은 남동쪽을 왼쪽 보살은 북동쪽을 바라보고 있다. 산의 이름과 연과지어 생각하면 왼쪽은 문수보살, 오른쪽은 보현보살로 추정된다. 얼굴은 둥글게 조형하였고 눈은 갸름하며 입은 웃음을 보인다.

## 발견
원래 있던 절은 시기를 알 수 없는 오랜 시일 전에 불타 없어졌다. 마을 사람들이 그 곳에 절터가 있었고 부처가 있다는 것을 알고 있었으나 외지인이나 전문가들은 이를 알 지 못하고 있었다. 1982년 이인영 씨가 마을 이장의 말을 듣고 산에 올라가 마애보살을 확인한 후 1983년 7월 8일 개인 자격으로 문화재 지정 신청을 하였다. 1984년 8월16일 경기도 유형문화재 제120호로 지정되었다.

## 보전
2012년 경기도는 문화재현상변경허용기준안 변경고시를 통해 문수산마애보살상 반경 100 미터 이내의 토지 형질 변경 및 건축 토목 공사를 시행할 경우 경기도문화재위원회와 협의토록 고시하였다.

## 관광
경기도가 개발한 역사탐방로인 경기옛길의 영남길 6길 구간에 포함되었다.

## 같이 보기
- 마애불상군
- 서산 용현리 마애여래삼존상

## 참고 문헌
- 문수산마애보살상 - 국가유산청 국가유산포털